# 武器管制システム
武器管制システム（英語: Weapon Direction System, WDS）は、アメリカ海軍向けに開発された艦載用情報処理システムの一種。戦闘指揮所（CIC）において、レーダーなどから得られた目標の情報を管理し、必要に応じて射撃指揮システム（FCS）に転送するためのシステムである。

## アナログコンピュータ世代

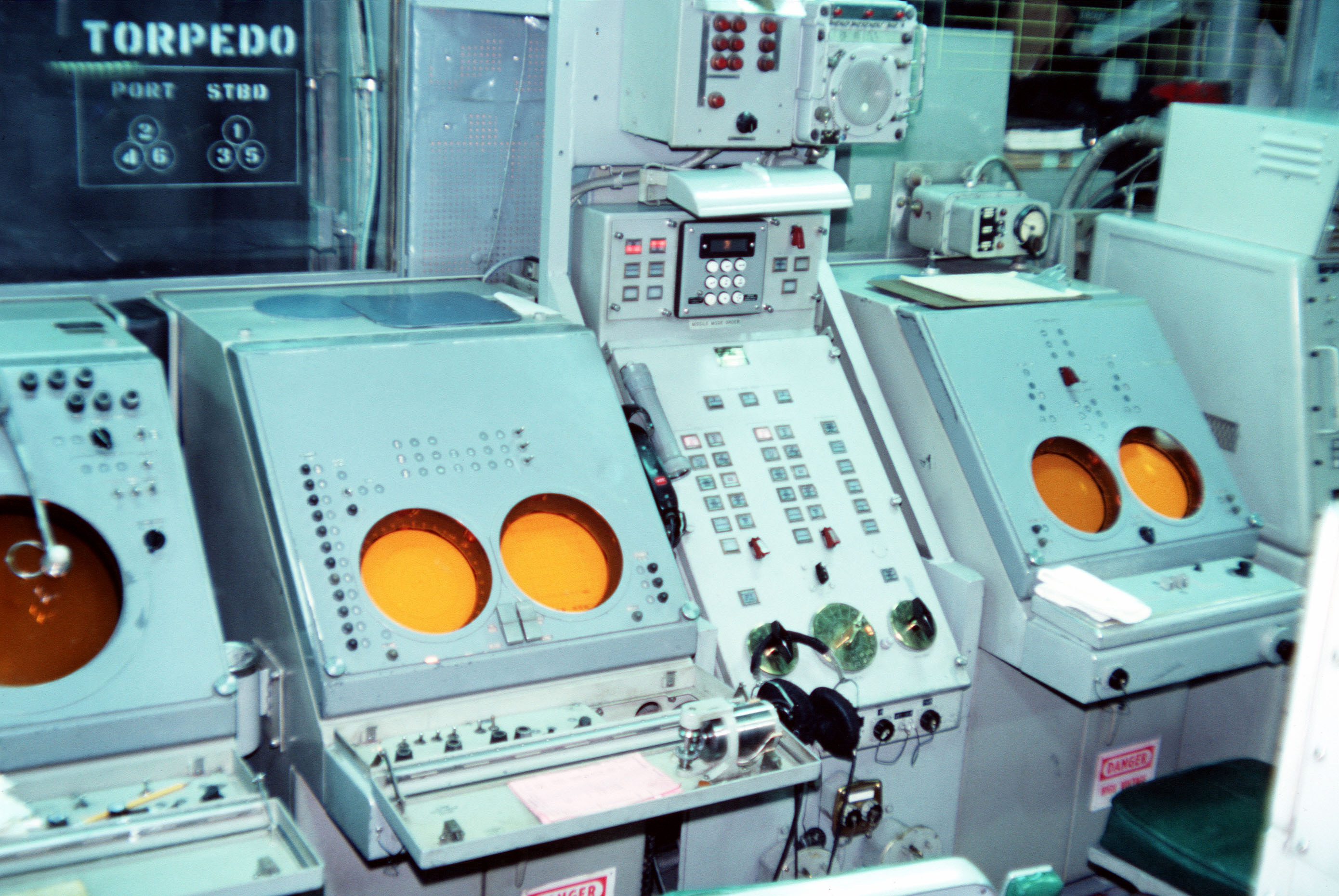
WDS Mk.4のコンソール。3基のPPIコンソールは、左からTSTC、WAC、パネルを挟んで右側がDACである。

第二次世界大戦の経験を通じて、アメリカ海軍は射撃指揮システム（FCS）について大きな不満は抱いていなかったものの、イギリス海軍が使用していたような目標指示装置の欠如は問題視された。すなわち、イギリス海軍では射撃指揮システムにTIU（Target Indication Unit）を連接し、293型などの捕捉レーダーによって目標を捕捉した上で火器管制レーダーに移管するようにすることで射撃指揮を効率化していたが、アメリカ海軍ではこのような措置を行っていなかった。その後、全く新しい対空兵器として艦対空ミサイルが台頭すると、この問題はますます顕在化した。火器管制レーダーで目標を捕捉・追尾しなければミサイルを発射できないが、火器管制レーダーの細いビームを小刻みに動かして目標を捕捉するのでは貴重な時間を浪費することになった。この課題に対して、他のレーダーなどから得られた目標情報をミサイルの射撃指揮システムに移管することで、目標捕捉を円滑化することが構想されるようになった。
当時、既に砲熕兵器について同様の処理を行うための装置として目標指示システム（TDS）が用いられていた。武器局 (BuOrd) からの委託を受けてその研究・開発を行っていたベル研究所では、同研究所が送り出した初の実用機であるTDS Mk.3の次のバージョンとしてDE（Designation Equipment） Mk.7を開発し、これはボストン級ミサイル巡洋艦に搭載された。同級はボルチモア級重巡洋艦にテリア艦対空ミサイルを搭載して改装した艦であり、DE Mk.7においては、砲熕兵器の目標指示は全自動、ミサイルの目標指示は半自動式となった。砲熕兵器のみを対象とするTDSに対して、このようにミサイルも対象とするシステムはWDSと呼称されるようになり、またDEを中核としたシステム化も進められ、DE Mk.7がWDS Mk.1、またDE Mk.8がWDS Mk.2、DE Mk.9がWDS Mk.3となった。また同様に、WDE（Weapon Direction Equipment） Mk.1がWDS Mk.4、WDE Mk.2がWDS Mk.6、WDE Mk.3がWDS Mk.5となった。なおWDS Mk.4はウェスタン・エレクトリック、Mk.6はレイセオンの製品であった。
WDSは、システム固有のアナログコンピュータおよびPPIコンソールを有していた。アナログコンピュータは目標情報の管理のために使用され、通常、8個程度の目標情報を処理できた。まず目標捜索追尾コンソール（Target Selection and Tracking Console, TSTC）のPPI画面上にレーダーから受け取った情報が表示され、このうち脅威度が高く交戦可能と考えられるものをオペレータが選んでカーソルで指定することで、目標座標はコンピュータに転送される。方位盤割当コンソール（Director Assignment Console, DAC）において、武器管制官が目標の優先度を評定すると、評定結果の脅威度に応じて順次に目標情報はFCSに移管され、FCSのコンピュータが算定した射撃諸元がWDSのコンピュータに送信される。いつ目標が射程に入るか、またいつ射撃を開始するべきであるかがミサイル発射コンソール（Weapon Assignment Console, WAC）に表示され、ここからの操作でミサイルが発射される。

### 搭載艦一覧
- ボストン級ミサイル巡洋艦 - Mk.1[7]
- クリーブランド級軽巡洋艦改装艦 - Mk.3[7]
  - プロビデンス級ミサイル巡洋艦 - テリア搭載艦
  - ガルベストン級ミサイル巡洋艦 - タロス搭載艦
- ファラガット級ミサイル駆逐艦 - Mk.3[7]
- チャールズ・F・アダムズ級ミサイル駆逐艦 - Mk.4[7]
- ブルック級ミサイルフリゲート - Mk.4[7]
- キティホーク級航空母艦 - Mk.5[7]
- 原子力ミサイル巡洋艦「ロングビーチ (原子力ミサイル巡洋艦)」 - Mk.6[7]
- リーヒ級ミサイル巡洋艦 - Mk.7[7]
- ベルナップ級ミサイル巡洋艦 - Mk.9[7]

## デジタルコンピュータ世代

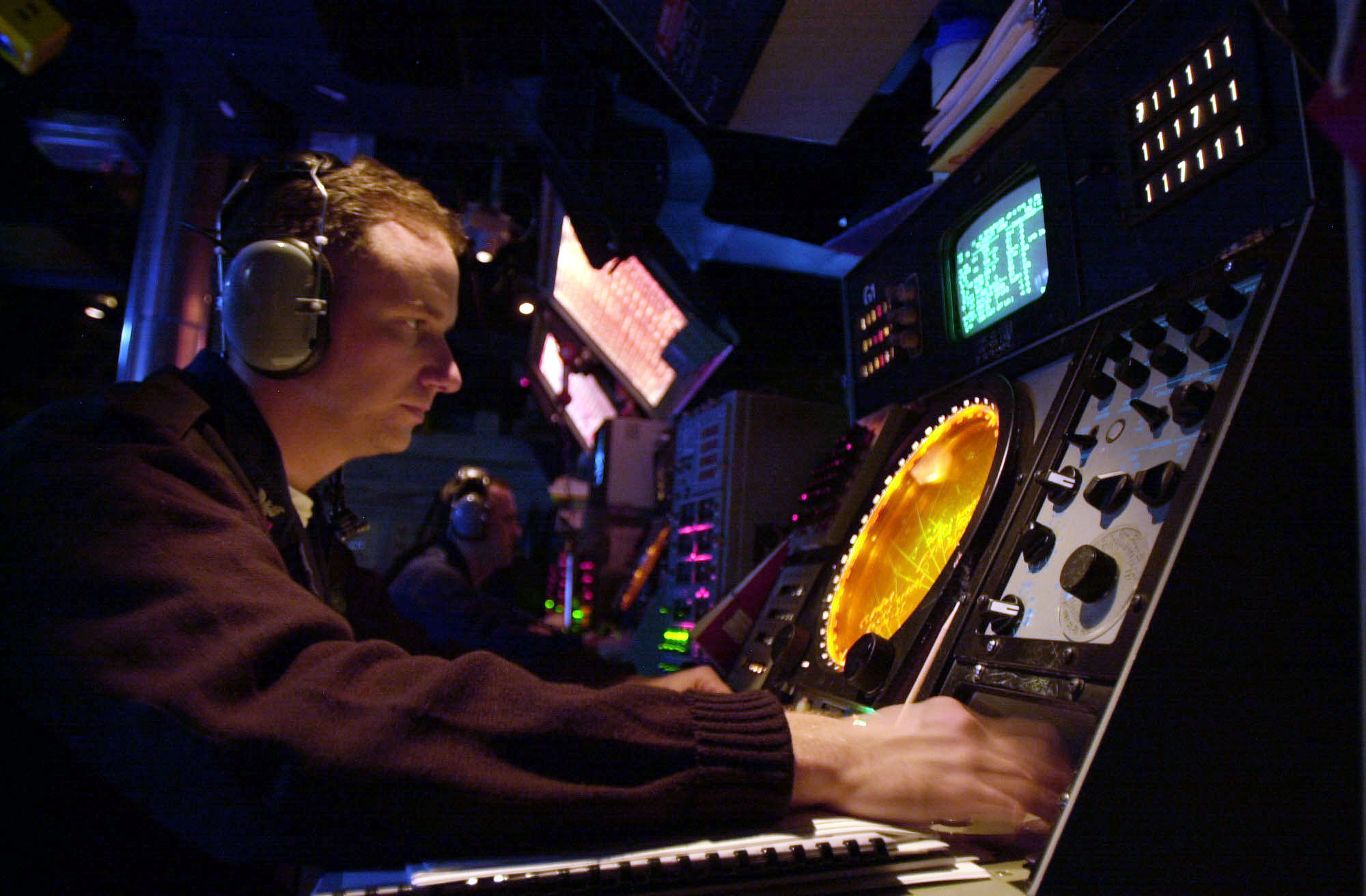
OJ-194/UYA-4コンソール
(※写真はイージスシステム用の同型機)

アメリカ海軍では、1960年代初頭より海軍戦術情報システム（NTDS）を配備して、艦隊防空の組織化を図っていた。NTDSをミサイル艦に導入する際、当初は、デジタル-アナログ変換回路を介してNTDSのデジタルコンピュータからWDSのアナログコンピュータへと情報を単に送信するだけの計画だったが、研究過程で、目標の探知・捕捉および脅威評価についてNTDSとWDSの機能に相当の重複があることが判明し、この冗長性を排除すれば、装備の重量・容積や取得予算、また運用人員も削減できると期待された。
このことから、デジタルコンピュータを採用するとともに、NTDSとの連接を前提にして機能の最適化を図ったものとして開発されたのがWDS Mk.11であり、そのコンピュータとしては主にCP-642Bが用いられた。WDS Mk.11は、まずテリア・システム向けとして、ベルナップ級ミサイル・フリゲート（DLG）の4番艦として1966年に就役した「ジョーエット」より装備化された。またターター・システム向けとしても、1974年就役のカリフォルニア級原子力ミサイル・フリゲート（DLGN）において装備化された。ただし同級は、本システムを含むターター-D・システムを初搭載して「原子力空母機動部隊の防空中枢艦」として期待されたものの、システムインテグレーションの問題に悩まされて、予想外に就役が遅延することになった。またこの時期、海上自衛隊でも、WDSをもとにデジタルコンピュータの採用など近代化を図ったWESを導入し、1976年就役の「たちかぜ」より装備化した。
その後、コンピュータをAN/UYK-7に更新するとともに、従来は射撃諸元を表示していたのに対して目標との交戦能力を表示するように変更した改訂型として登場したのがMk.13で、1976年就役のバージニア級原子力ミサイル・フリゲートより装備化された。またチャールズ・F・アダムズ級ミサイル駆逐艦や準同型艦において、NTDSをダウンサイジングしたJPTDS戦術情報処理装置を搭載する際にも、既存のWDS Mk.4から換装する形で搭載された。バージニア級やキッド級では専用のUYK-7コンピュータが割り当てられていたのに対し、アダムズ級では、1台のUYK-7コンピュータをJPTDSと共用していた。またコンソールとしては、OJ-194(V)3/UYA-4 PPIを2基、Mk.90または91発射装置コンソールを1基、使用するのが標準的だったが、ペリー級では発射装置コンソールは省かれた。
NTU (New Threat Upgrade) 計画に基づく改修艦ではMk.14が搭載された。これは、ミサイル・システム1セットにつき、AN/UYK-20Aまたは-44コンピュータ2基とOJ-194(V)4コンソール2－3基を配置しており、巡洋艦向けのmod.4と駆逐艦向けのmod.5があった。
なおイージスシステム（AWS）では、試験艦「ノートン・サウンド」に搭載された試作機ではWDS Mk.12が用いられていたが、実用機においては、AWSの他のシステムとの統合に最適化されたWCS（Weapon Control System）が採用された。

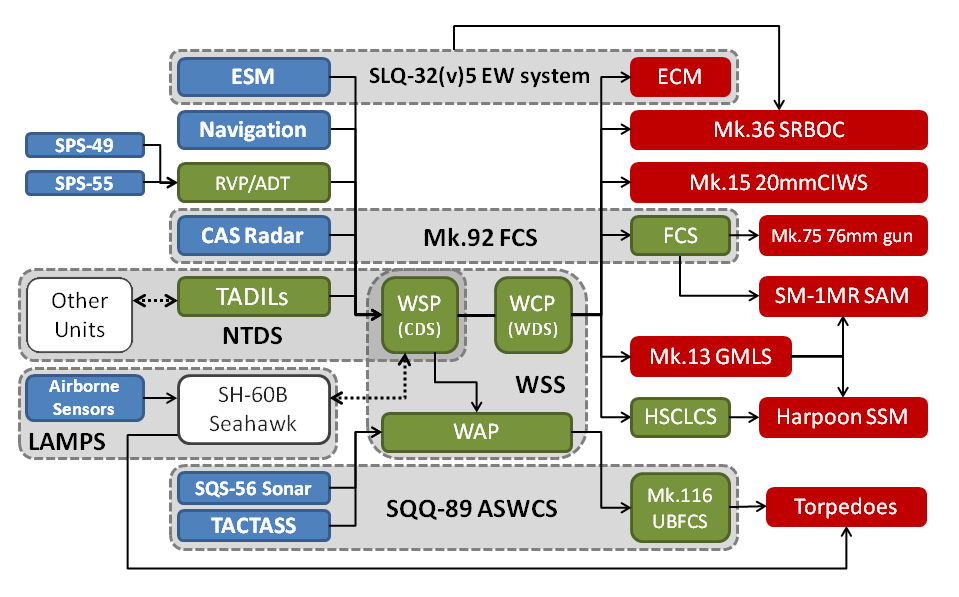
ペリー級のシステム構成。武器管制プロセッサ（WCP）上でWDS Mk.13プログラムが動作している。